# Pete Verhoeven
Peter Gerard  Verhoeven (nacido el 15 de febrero de 1959 en Hanford, California) es un exjugador de baloncesto estadounidense que disputó seis temporadas en la NBA y varias en la liga ACB. Con 2,06 de estatura, su puesto natural en la cancha era el de ala-pívot. 